# Hotel Continental

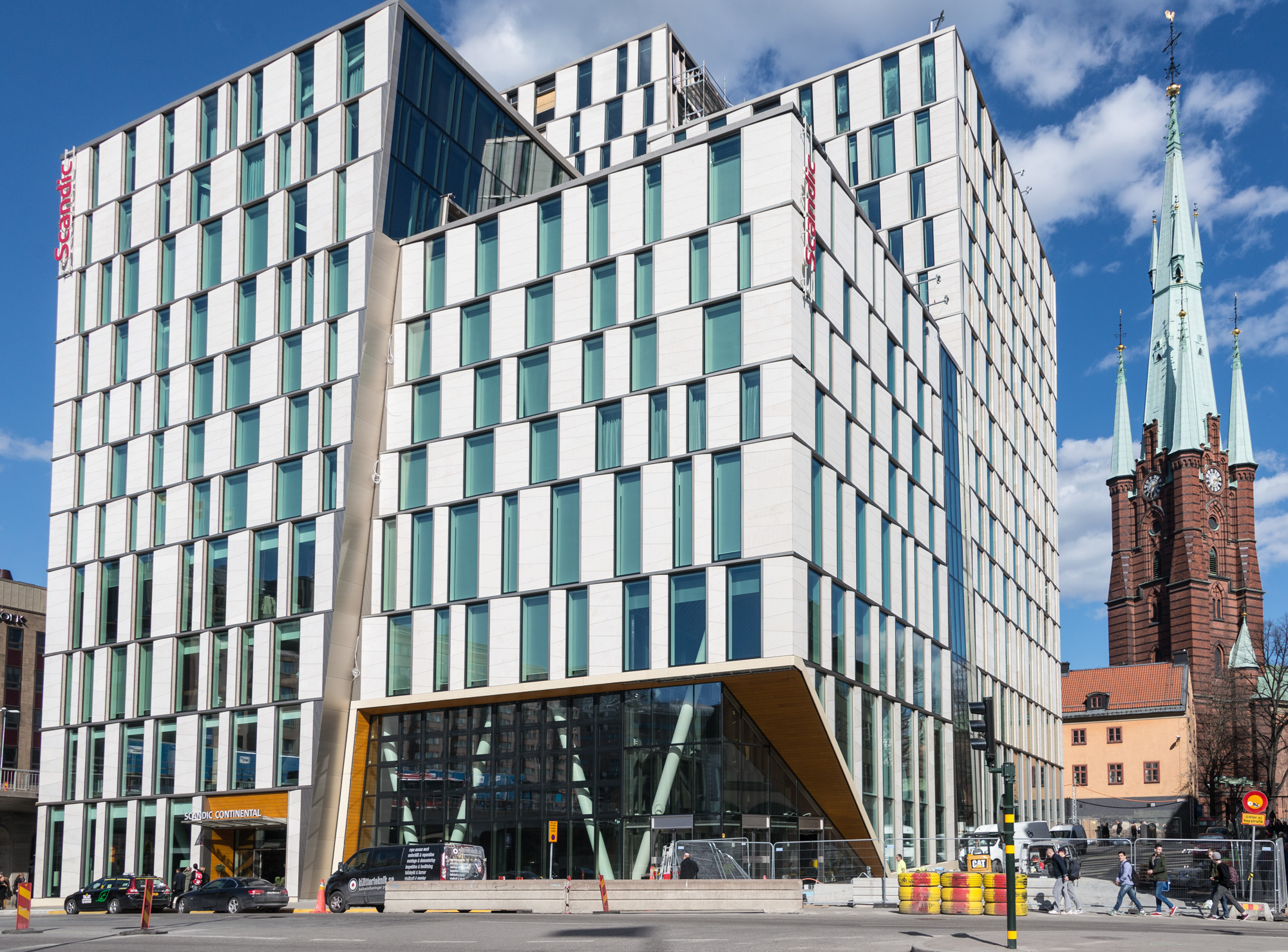
Scandic Continental i Stockholm, vy från Vasagatan, 2016.

Hotel Scandic Continental är ett hotell i kvarteret Orgelpipan i hörnet av Vasagatan och Klarabergsgatan på Norrmalm i Stockholms innerstad. Hotellet invigdes den 1 april 2016 och efterträdde ett tidigare Hotel Continental på samma plats.

## Historik

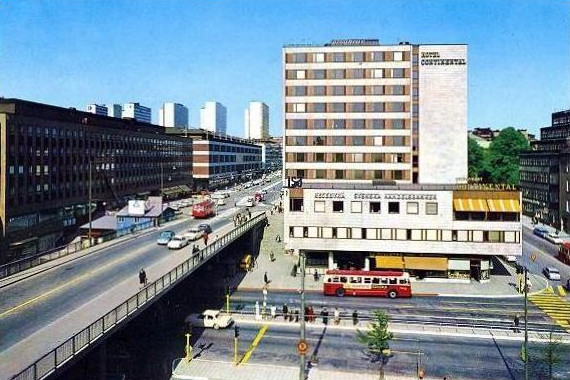
Gamla Hotel Continental (revs 2013), vy från Klarabergsviadukten 1965.

Hotellet är det tredje på samma plats. Det första hotellet inrymdes i Kirsteinska huset, som var byggt i slutet på 1700-talet. Det ersattes efter Norrmalmsregleringen 1962 av ett nybygge, det var Hotel Continental (1963), som i sin tur revs under år 2013. Sedan 1995 stod Scandic för driften av hotellet efter att Reso sålt det i och med 1990-talets hotellkris.
Den tidigare hotellfastigheten såldes i oktober 2009 av Folksam, som sedan nybyggnationen stått som byggherre och ägare,  till Jernhusen, för att på platsen uppföra en uppgång från Citybanans nya pendeltågsstation Stockholm City. Planen innebar att 1960-talets hotellbyggnad revs och att ett nytt hus uppfördes på tomten. Stockholms stadsbyggnadskontor ville ha en byggnad med hög arkitektonisk ambitionsnivå. Hur platsen skulle gestaltas vållade debatt under flera år, bland annat förkastades 2009 fyra förslag till ett 30-våningstorn som ett nytt landmärke och ytterligare tre arkitektförslag ansågs vara otillräckliga.
Beslut om rivning av Hotel Continental, som hade byggts i början på 1960-talet, togs av Stockholms kommunfullmäktige den 17 mars 2011. Folkpartiet liberalerna röstade emot att bygga högre än 1960-talets byggnad, medan Socialdemokraterna och Moderaterna hade bildat allians och röstade för. Den nya byggnaden rymmer kontor, lägenheter och ett hotell med 400 rum.

## Byggnaden

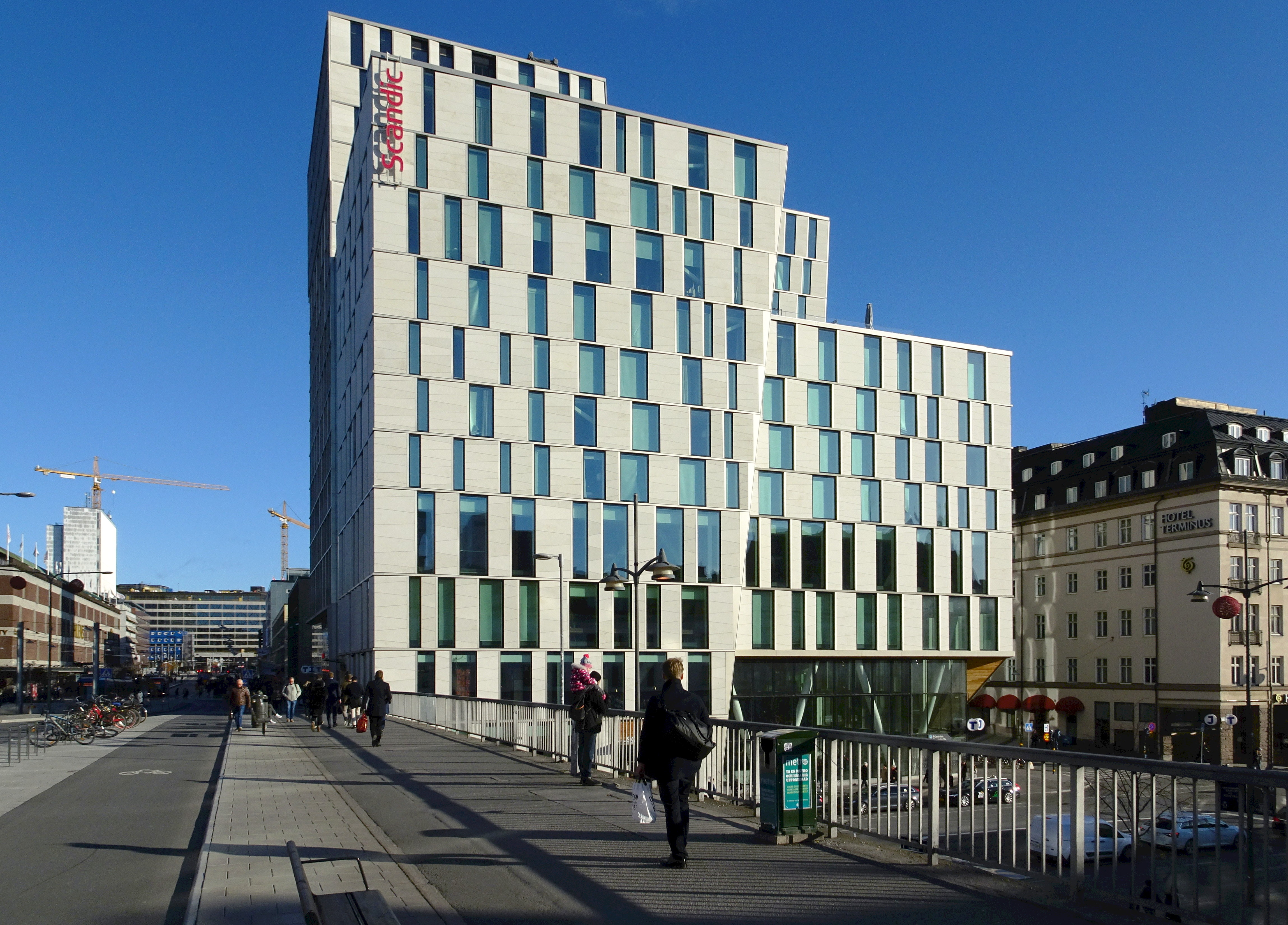
Nya Hotel Continental, vy från Klarabergsviadukten, 2019.

Den nya hotell- och stationsbyggnaden i kvarteret Orgelpipan 6 på 28 000 kvadratmeter är ritad av arkitektkontoret 3xN Den är uppdelad i fyra volymer. Den lägsta byggnadskroppen mot Vasagatan utgör 8 våningar (+34,2 meter) och den högsta i diagonalt motsatt hörn mot Klarabergsgatan har 17 våningar (+61,8 meter). Bebyggelsens fasader utformades genom en kombination av täta och transparenta fasadytor. 
Ovanpå tre av de fyra volymerna anlades takterrasser. En av dem är tillgänglig för allmänheten. Takterrassen på våning 12 är avsedd för hotellgäster och den tredje takterrassen på våning 15 utgörs av en bostadsgård tillhörande de ca 20 lägenheterna, som uppfördes samtidigt. Den fjärde takytan mot Klarabergsgatan utfördes med ett grönt sedumtak, för lokalt omhändertagande av dagvatten. Hotelldelen inrymmer omkring 400 rum, som vänder sig dels ut mot omgivande gator, dels in mot ett centralt placerat atrium. Hotellets publika delar har direktkontakt med stationsrummet och omkringliggande gator. Inflyttning i fastigheten skedde 1 april 2016.
År 2016 nominerades hotellbyggnaden till ett av årets fulaste nybyggen av nätverket Arkitekturupproret. År 2017 nominerades nya Hotel Continental till en av tio kandidater för Årets Stockholmsbyggnad 2017. Juryns kommentar löd: "Ett hus som väcker känslor och tar plats i det offentliga rummet. Ett nav som sätter stadens befintliga och nya flöden i spel. Komplexa lösningar och funktioner som kopplar samman staden både vertikalt och horisontellt. En byggnad för både rörelse och möten."

### Bilder

Nya Hotel Continental växer fram
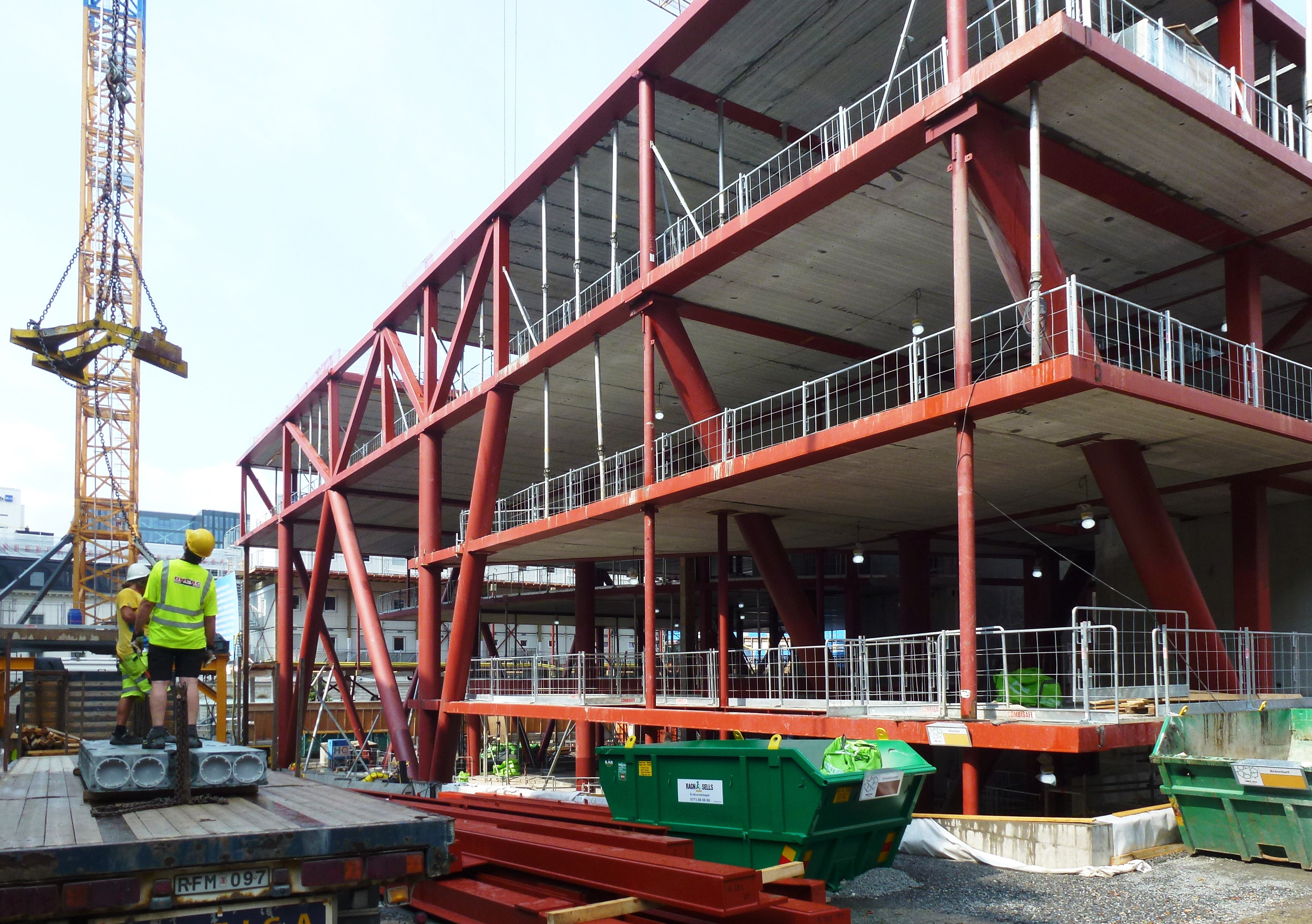
Juli 2014
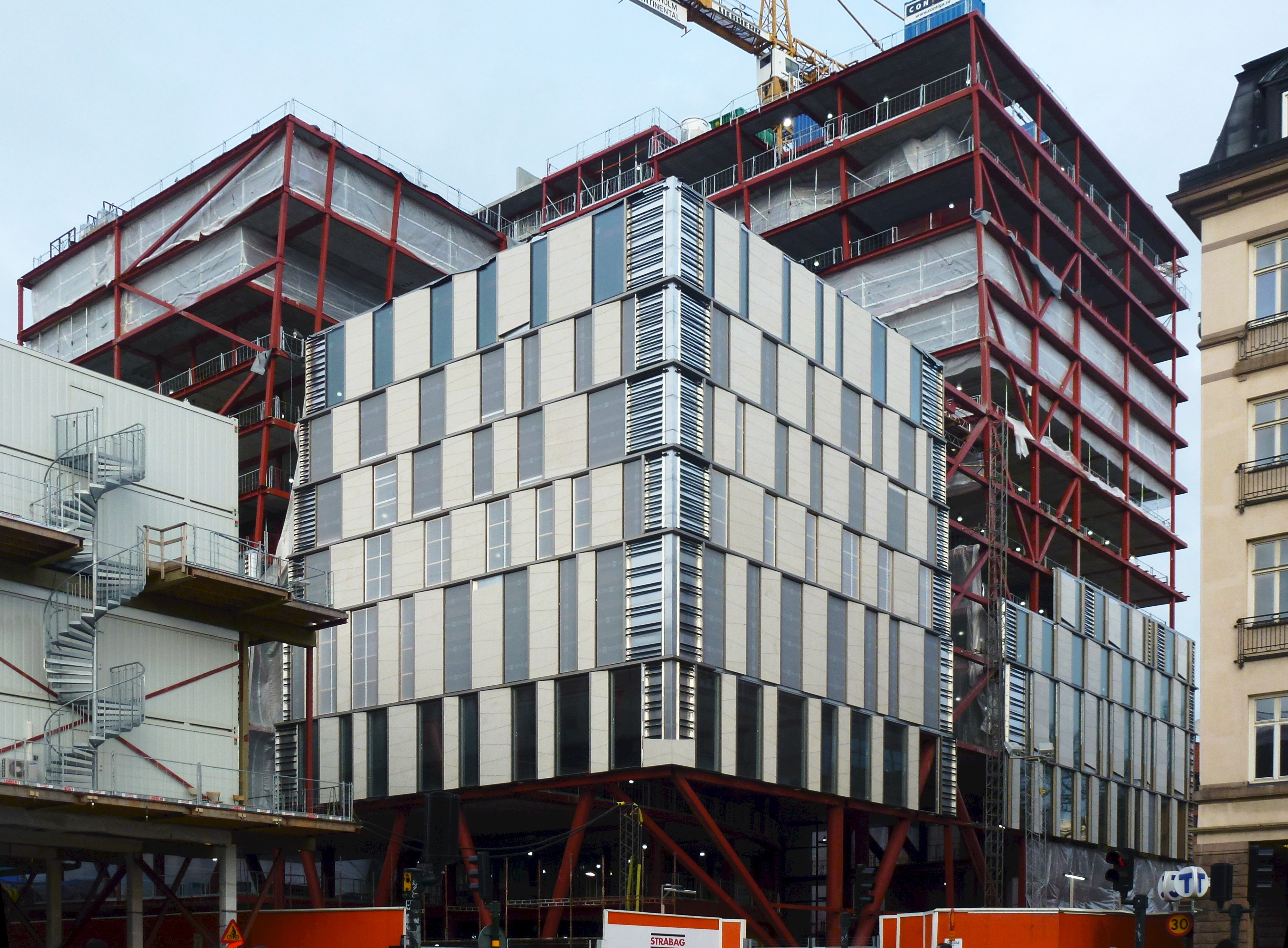
Januari 2015
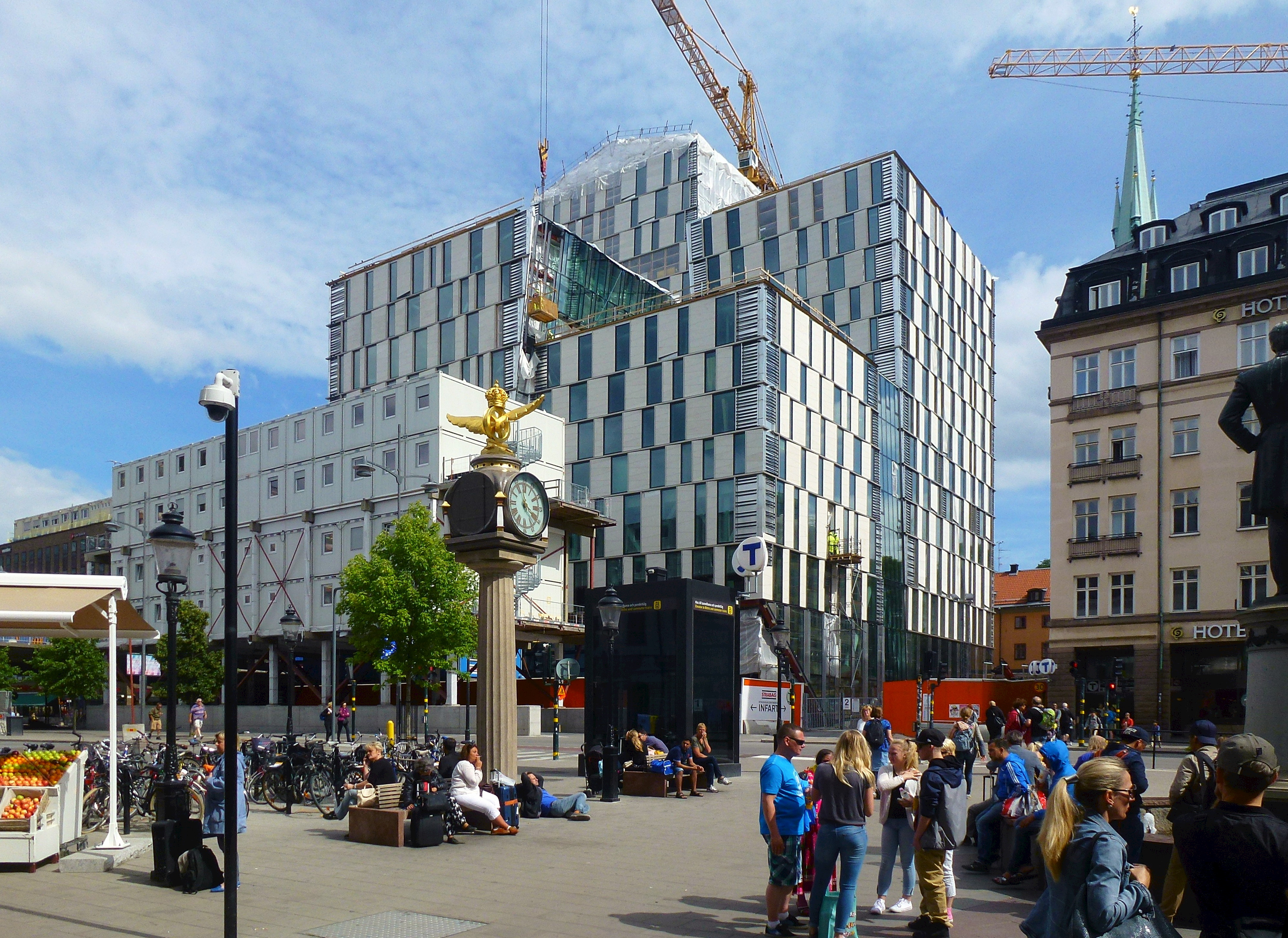
Juli 2015
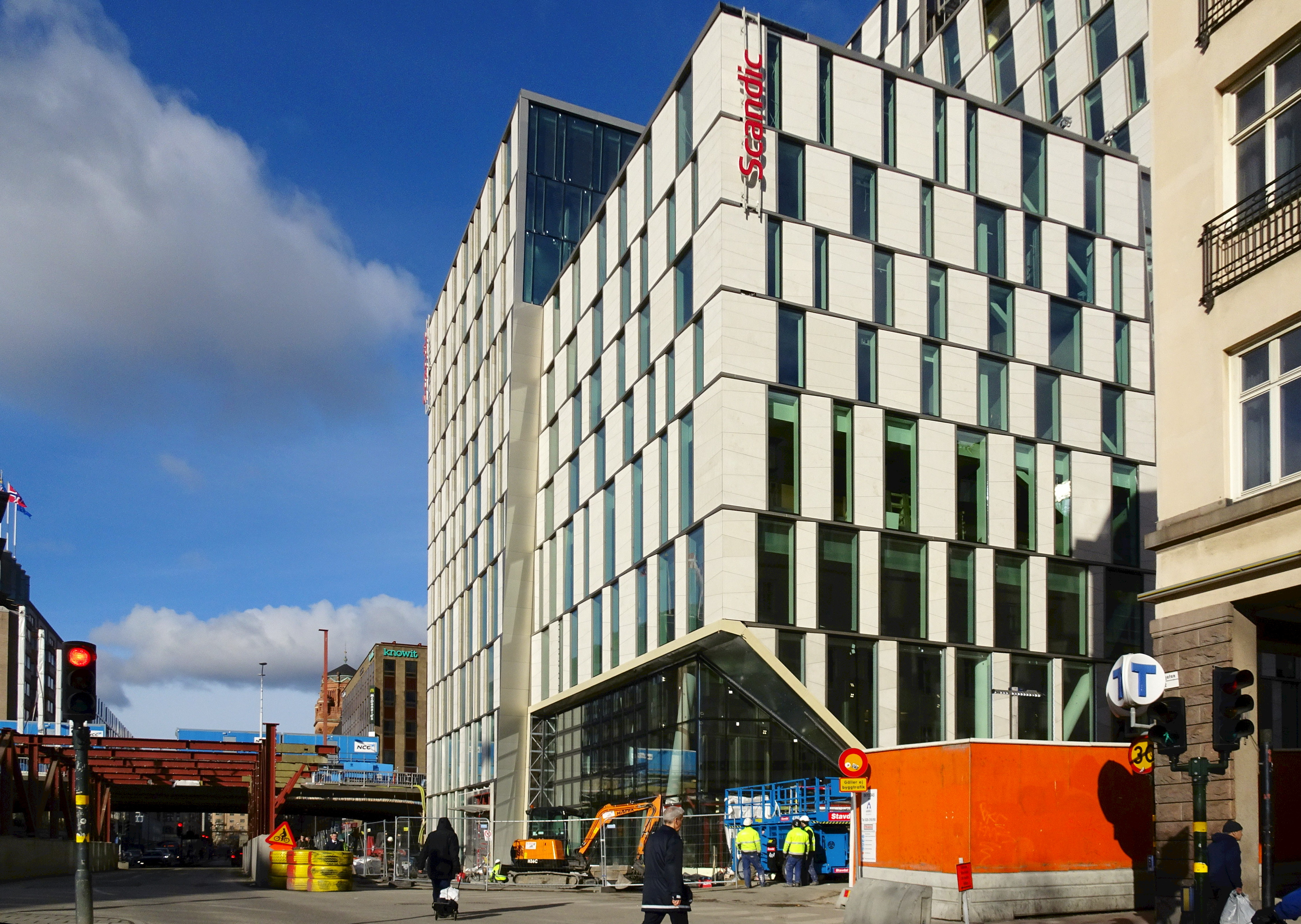
Februari 2016

Nya Hotel Continental interiör
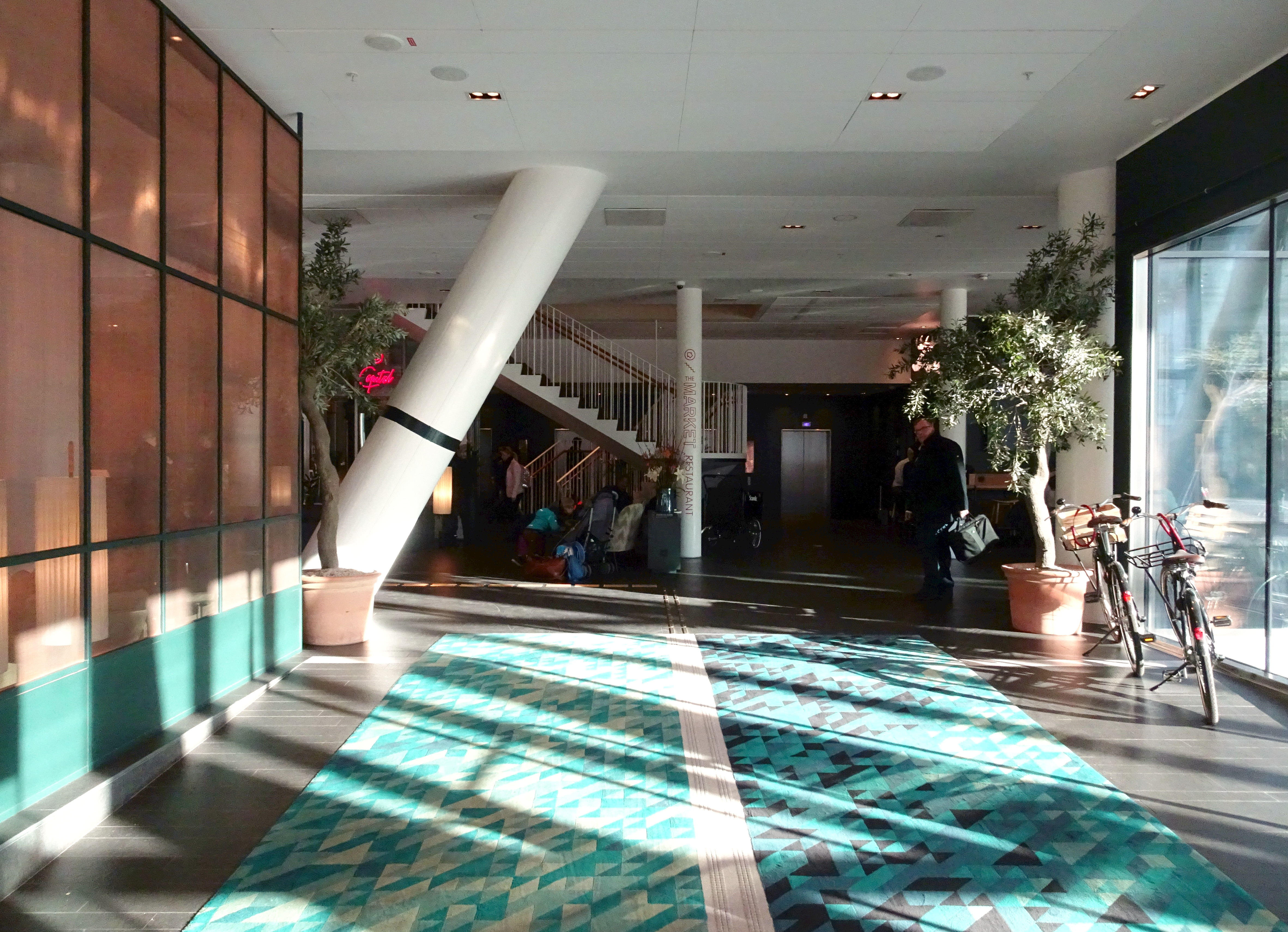
Entréhall från Vasagatan
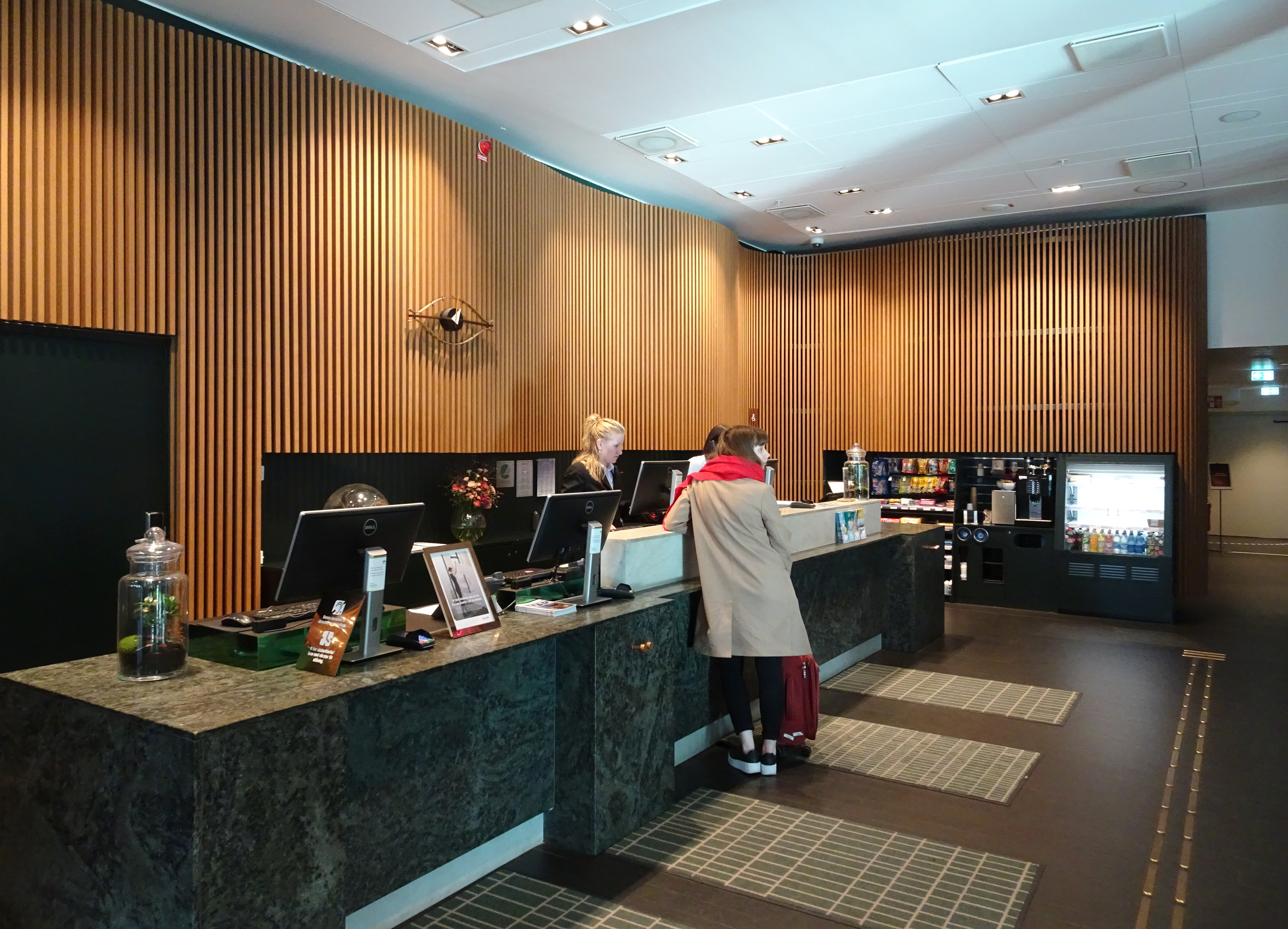
Reception
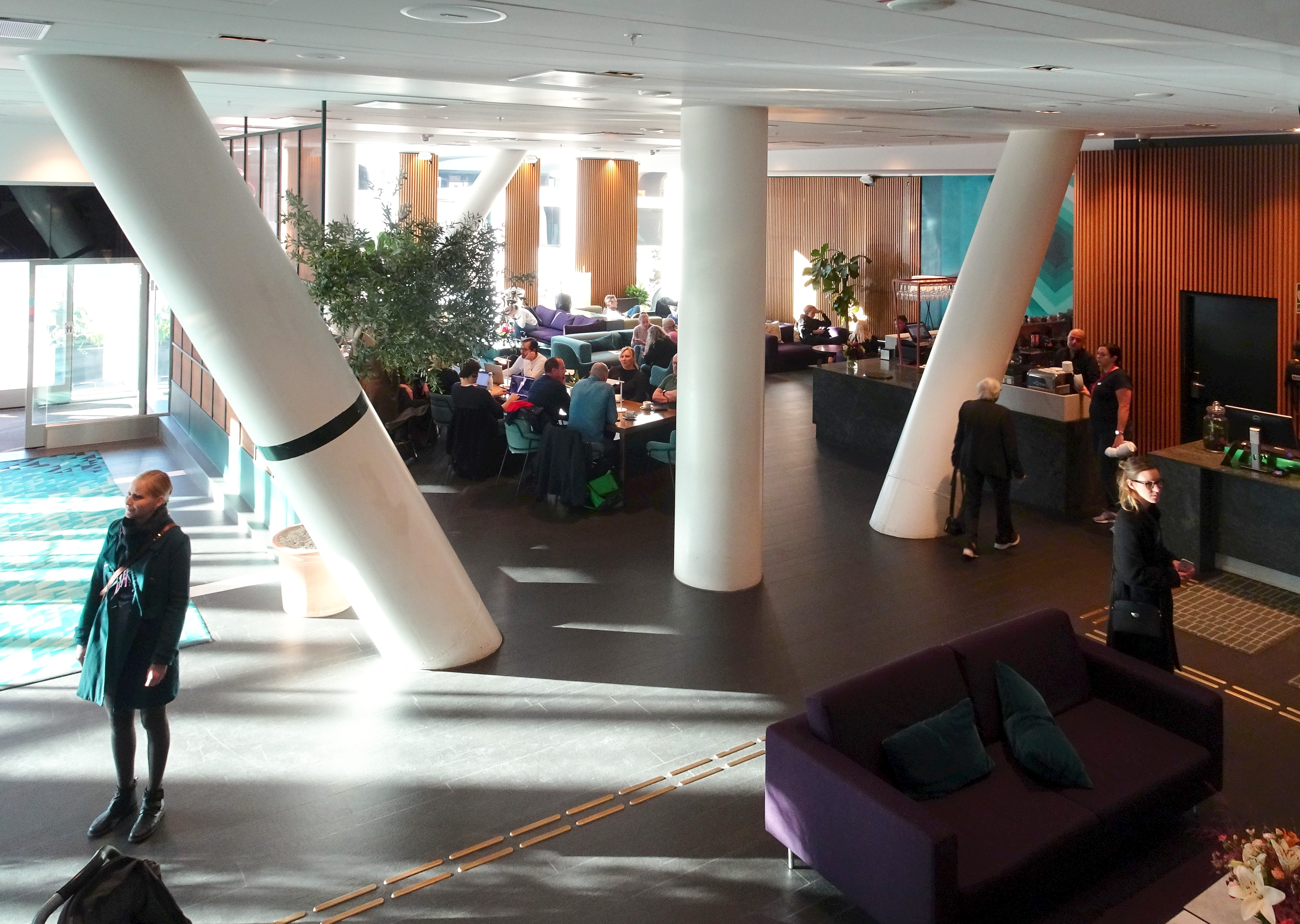
Entréhall, lobby
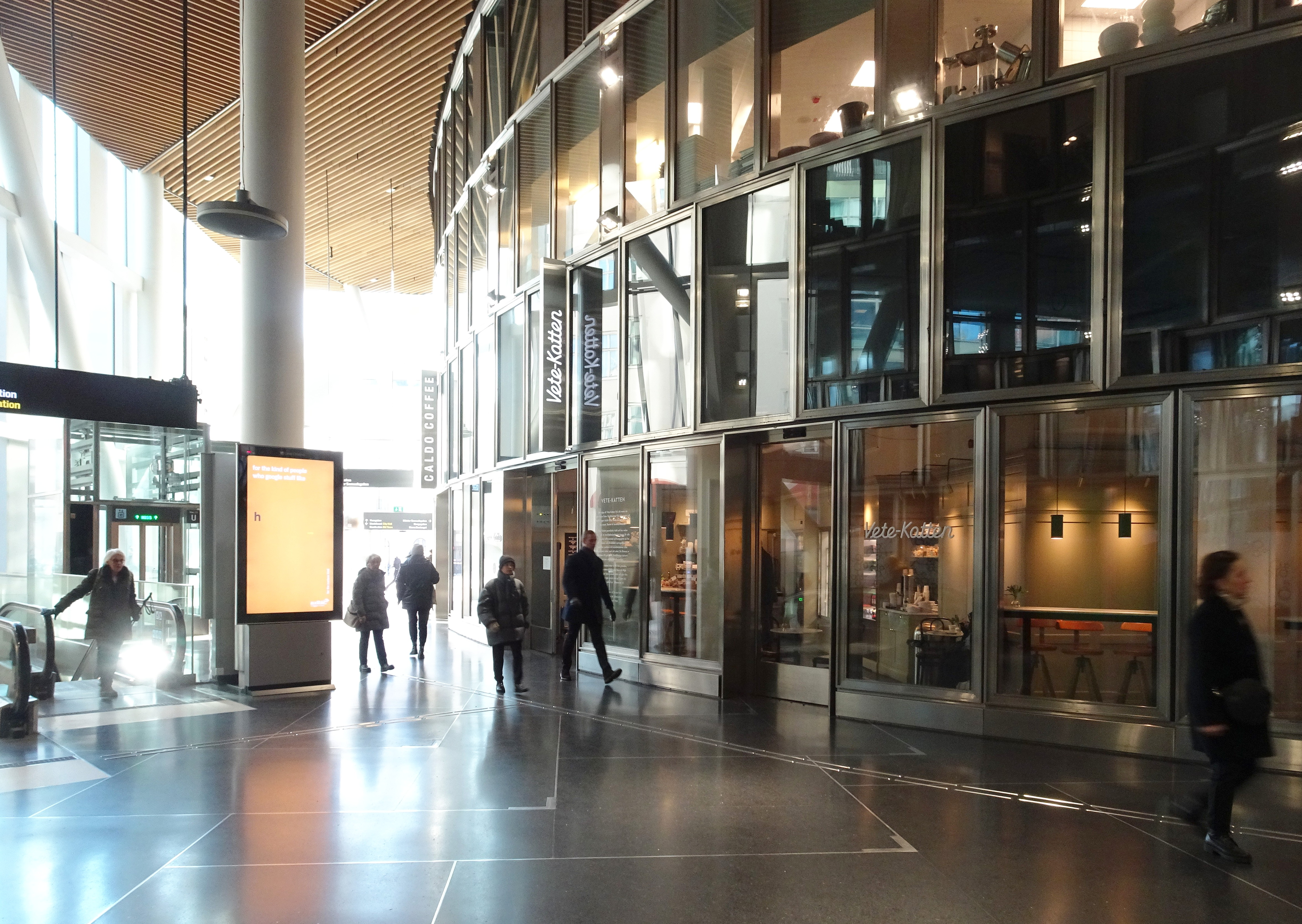
T-Centralen